# Adinandra
Adinandra là một chi thực vật có hoa trong họ Pentaphylacaceae.

## Loài
Chi Adinandra gồm các loài: